# 3828 Hoshino
3828 Hoshino је астероид главног астероидног појаса чија средња удаљеност од Сунца износи 3,170 астрономских јединица (АЈ).
Апсолутна магнитуда астероида је 11,5.